# Aleksandr Janzhónkov

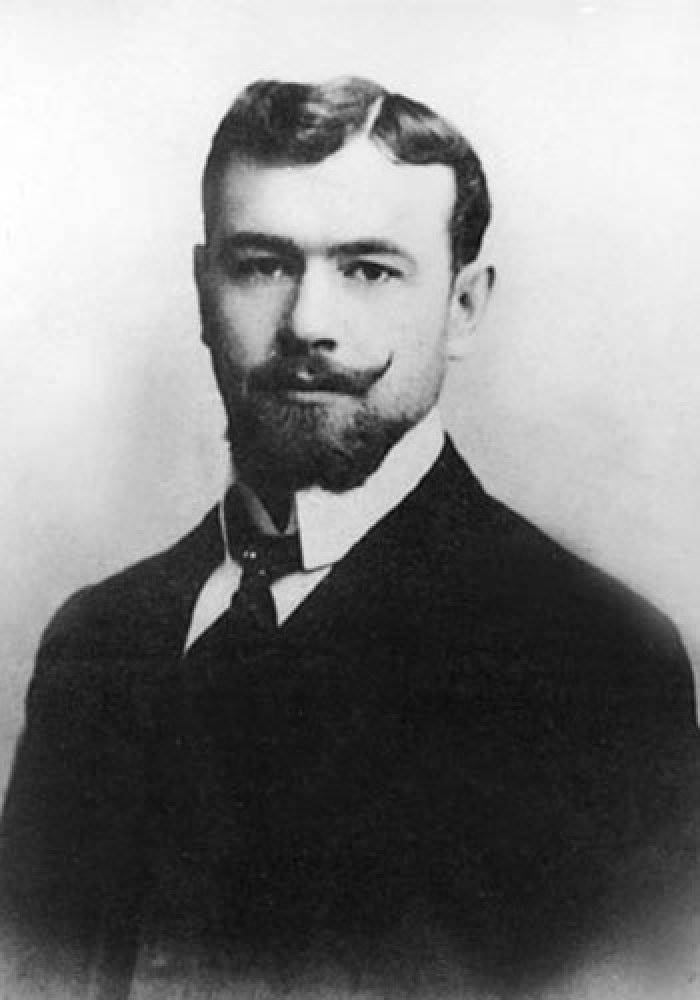
Aleksandr Janzhónkov, años 1910

Aleksandr Alekséievich Janzhónkov (en ruso: Алекса́ндр Алексе́евич Ханжо́нков; Janzhónkove, óblast del Voisko del Don, Imperio ruso, 1877 - Yalta, URSS, 26 de septiembre de 1945) fue el primer empresario ruso de cine. Produjo La defensa de Sebastopol, primer largometraje ruso, con Iván Mozzhujin en el papel del almirante Vladímir Kornílov.
Nació en la pequeña localidad Janzhónkove, hoy Nyzhnia Krynka en la óblast de Donetsk de Ucrania, a las orillas del río Krynka. En 1911, fundó la primera empresa cinematográfica de Rusia, una sociedad limitada, cuyo más importante financiero fue Iván Ózerov, un influyente banquero y miembro del Consejo de Estado del Imperio ruso.